# Appare-ranman!
Appare-ranman! (天晴爛漫！?) è una serie televisiva anime scritta e diretta da Masakazu Hashimoto. È stata prodotta dallo studio P.A.Works e trasmessa dal 10 aprile al 25 settembre 2020. Un adattamento manga, illustrato da Ahndongshik, è stato serializzato dal 3 aprile 2020 al 4 gennaio 2022 sulla rivista Young Ace della Kadokawa Shoten. 

## Trama
La storia è ambientata nella seconda metà del XIX secolo. Appare è un giovane ingegnere giapponese che ha l'abitudine di cacciarsi nei guai, per questo la sua famiglia ha assunto il samurai Kosame per controllarlo. Un giorno Appare decide di lasciare il Giappone via mare e, assieme a Kosame, si ritrova arenato nell'Oceano Pacifico finché un piroscafo li porta a Los Angeles. Da qui Appare e Kosame non possono tornare a casa perché la loro barca è fuori uso, quindi decidono di trasformarla in un'automobile e partecipare alla "Trans-America Wild Race", una gara che promette un cospicuo premio in denaro al vincitore. Durante il loro viaggio verso la costa orientale del Nord America, Appare e Kosame fanno amicizia con altri concorrenti e sventano un piano criminale volto a screditare il progresso tecnologico delle automobili.

## Personaggi
Appare Sorano (空乃 天晴?, Sorano Appare)
Doppiato da Natsuki Hanae (ed. giapponese), Andrea Di Maggio (ed. italiana)
Kosame Isshiki (一色 小雨?, Isshiki Kosame)
Doppiato da Seiichirō Yamashita (ed. giapponese), Francesco Venditti (ed. italiana)
Hototo (ホトト?)
Doppiato da Aoi Yūki (ed. giapponese), Flavio Carloni (ed. italiana)
Jin Xiaoleng (ジン・シャーレン?, Jin Shāren)
Doppiata da Sora Amamiya (ed. giapponese), Marta Rapperini (ed. italiana)
Al Leon (アル・リオン?, Aru Rion)
Doppiato da Sōma Saitō (ed. giapponese), Thomas Rizzo (ed. italiana)
Seth Rich Carter (セスリッチカッター?, Sesuritchikattā)
Doppiato da Kazuyuki Okitsu (ed. giapponese), Giorgio Borghetti (ed. italiana)
Sofia Taylor (ソフィア・テイラー?, Sofia Teirā)
Doppiata da Fumiko Orikasa (ed. giapponese), Olivia Costantini (ed. italiana)
Dylan G. Ordene (ディラン・G・オルディン?, Diran G Orudin)
Doppiato da Takahiro Sakurai (ed. giapponese), Maurizio Merluzzo (ed. italiana)
TJ (ティー・ジェイ?, Tī Jei)
Doppiato da Tomokazu Sugita (ed. giapponese), Alessandro Messina (ed. italiana)
Cronista (レポーター?)
Doppiata da Mana Hirata (ed. giapponese) Flavia Altomonte (ed. italiana)

## Media

### Anime
Dopo i primi tre episodi la trasmissione della serie è stata sospesa per alcuni mesi a causa della pandemia di COVID-19.
In Italia la serie è stata distribuita da Yamato Video dal 29 dicembre 2021 al 16 marzo 2022 sul canale Anime Generation di Prime Video e sulla piattaforma Now TV.

#### Episodi
| Nº | Titolo italiano Giapponese 「Kanji」 - Rōmaji                                        | In onda           | In onda          |
| Nº | Titolo italiano Giapponese 「Kanji」 - Rōmaji                                        | Giapponese        | Italiano         |
| 1  | Soleggiato con possibilità di pioggia 「晴れ、ときどき小雨」 - Hare, tokidoki Kosame | 10 aprile 2020    | 29 dicembre 2021 |
| 2  | In the dark                                                                          | 17 aprile 2020    | 29 dicembre 2021 |
| 3  | Duel                                                                                 | 24 aprile 2020    | 5 gennaio 2022   |
| 4  | Let it go                                                                            | 24 luglio 2020    | 12 gennaio 2022  |
| 5  | The eve and...                                                                       | 31 luglio 2020    | 19 gennaio 2022  |
| 6  | I am Gil!                                                                            | 7 agosto 2020     | 26 gennaio 2022  |
| 7  | FAKE                                                                                 | 14 agosto 2020    | 2 febbraio 2022  |
| 8  | HEAVY RAIN                                                                           | 21 agosto 2020    | 9 febbraio 2022  |
| 9  | SHORT BREAK                                                                          | 28 agosto 2020    | 16 febbraio 2022 |
| 10 | The Bridge to Hell                                                                   | 4 settembre 2020  | 23 febbraio 2022 |
| 11 | Rain in the dark night                                                               | 11 settembre 2020 | 2 marzo 2022     |
| 12 | We will stop you!!                                                                   | 18 settembre 2020 | 9 marzo 2022     |
| 13 | Over the moon                                                                        | 25 settembre 2020 | 16 marzo 2022    |

### Manga
Un adattamento manga, illustrato da Ahndongshik, è stato serializzato dal 3 aprile 2020 al 4 gennaio 2022 sulla rivista Young Ace della Kadokawa Shoten. I capitoli sono stati raccolti in tre volumi tankōbon pubblicati dal 4 settembre 2020 al 28 dicembre 2021.

#### Volumi
| Nº | Data di prima pubblicazione | Data di prima pubblicazione | Data di prima pubblicazione |
| Nº | Giapponese                  | Giapponese                  |                             |
| -- | --------------------------- | --------------------------- | --------------------------- |
| 1  | 4 settembre 2020            | ISBN 978-4-04-109820-2      |                             |
| 2  | 28 dicembre 2021            | ISBN 978-4-04-109821-9      |                             |
| 3  | 28 dicembre 2021            | ISBN 978-4-04-112019-4      |                             |